# Orthocentrus monilicornis
Orthocentrus monilicornis är en stekelart som beskrevs av Holmgren 1858. Orthocentrus monilicornis ingår i släktet Orthocentrus och familjen brokparasitsteklar. Arten är reproducerande i Sverige. Inga underarter finns listade i Catalogue of Life.